# Дяпкар (приток Ангаракана)
Дяпкар — река в Бурятии, протекает по западу Муйского района около границы с Северо-Байкальским районом. Устье реки находится в 5 км по левому берегу реки Ангаракан. Длина реки составляет 17 км.

## Название
Возможные варианты происхождения названия:
- от эвенк. дяпкар— «ущелье, горная впадина»;
- от эвенк. дяпка— «берег, береговая полоса».

## Гидрография
Вытекает из группы маленьких горных озер в южной части Северо-Муйского хребта на высоте, примерно, 1600 метров над уровнем моря. В верхнем и среднем течении основным направлением течения является северо-восток, в нижнем — север. Впадает в Ангаракан по левой стороне на высоте, примерно, 650 метров над уровнем моря, к северо-востоку от железнодорожной станции Ковокта. Около устья Дяпкар пересекает мост Байкало-Амурской магистрали.

## Данные водного реестра
По данным государственного водного реестра России относится к Ангаро-Байкальскому бассейновому округу, водохозяйственный участок реки — Бассейны малых и средних притоков средней и северной части озера Байкал. Речной бассейн реки — Бассейны рек средней и северной части озера Байкал от восточной границы бассейна реки Ангара до северо-западной границы бассейна реки Баргузин.